# Niles Paul
Niles Paul (Omaha, 9 agosto 1989) è un ex giocatore di football americano statunitense che ha militato nel ruolo di tight end nella National Football League (NFL). Fu scelto nel corso del quinto giro (155º assoluto) del Draft NFL 2011 dai Washington Redskins. Al college ha giocato a football a Nebraska.

## Carriera professionistica

### Washington Redskins

#### 2011
Paul fu scelto dai Washington Redskins nel corso del quinto giro del Draft 2011. Debuttò come professionista nella settimana 1 contro i New York Giants. Per un colpo irregolare su Austin Pettis nella settimana 3, Paul fu multato di 20.000 dollari. Partì come titolare per la prima volta nella settimana 7 contro i Carolina Panthers, in cui ricevette i suoi primi due passaggi. Giocando principalmente negli special team, Paul disputò un totale di 13 gare nella sua prima stagione (2 come titolare), facendo registrare 2 ricezioni per 25 yard.

#### 2012
Prima della stagione 2012, Paul fu spostato dal ruolo di wide receiver a quello di tight end. Nella vittoria della settimana 12 contro i Dallas Cowboys il Giorno del Ringraziamento, segnò il primo touchdown in carriera. La sua seconda stagione in carriera si concluse disputando tutte le 16 partite della stagione regolare (4 come titolare) e la gara di playoff contro i Seattle Seahawks, totalizzando 8 ricezioni per 152 yard e 1 touchdown.

#### 2013
Prima della stagione 2013, Paul si allenò per essere la riserva del fullback Darrel Young. La prima partita come fullback titolare la disputò nella settimana 12 contro i San Francisco 49ers a causa di un infortunio di Young. Concluse la stagione con quattro presenze come titolare.

#### 2014
Nella settimana 2 della stagione 2014, Paul segnò il suo secondo touchdown su ricezione in carriera, guidando i Redskins con 99 yard ricevute nella vittoria 41-10 sui Jacksonville Jaguars.
Il 6 marzo 2015, Paul firmò un nuovo contratto triennale con i Redskins del valore di 10 milioni di dollari. La sua stagione però ebbe vita breve a causa della frattura di una caviglia nella prima gara di pre-stagione contro i Cleveland Browns.

## Statistiche
| Partite             | 60  |
| Partite da titolare | 17  |
| Ricezioni           | 53  |
| Yard ricevute       | 735 |
| Touchdown           | 2   |

Statistiche aggiornate alla stagione 2014